# Рукавишников, Николай Васильевич
Николай Васильевич Рукавишников (1845—1875) — русский общественный деятель и благотворитель, основатель и директор Московского исправительного приюта.

## Биография
Родился 27 ноября 1845 года в Казани. Затем семья Рукавишниковых перебралась в Москву.
Его отец — Василий Никитич, занимался золотым промыслом в Пермской губернии и часто отлучался из дому, вследствие чего воспитанием Николая занималась мать — Елена Кузьминична, придерживавшаяся патриархальных правил. В 1862 году мать заболела и уехала по предписанию докторов за границу на воды, взяв с собой 16-летнего сына. Выздоровев, она предприняла с ним путешествие по Европе.
Возвратившись в Россию, Рукавишников поступил в Московский университет. Окончив в 1868 году один курс физико-математического факультета по желанию отца он поступил вольнослушателем в Петербургский горный институт. Позже, также по указанию отца, Николай оставил учёбу.
В 1870 году профессор Московского университета М. Н. Капустин предложил Рукавишникову место директора исправительного приюта, основанного в 1864 году «Обществом распространения полезных книг» по инициативе его председательницы — Александры Николаевны Стрекаловой (урожденная княжна Касаткина-Ростовская; 1821—1904).
Умер Н. В. Рукавишников 8 августа 1875 года, после простуды, которую он получил, сопровождая своих воспитанников на прогулку на Воробьёвы горы. Был похоронен в Новодевичьем монастыре.

 
Осиротевший приют начал стремительно приходить в упадок. Чтобы не дать погибнуть делу всей жизни Николая Васильевича, его братья — Иван и Константин Рукавишниковы ходатайствовали о передаче приюта Московскому общественному управлению. В сентябре 1878 года приют стал городским учреждением. Братья пожертвовали 120 тысяч рублей на покупку приютом собственного дома (заветная мечта Николая Васильевича) и 30 тысяч рублей на строительство церкви. Был приобретен красивый трехэтажный особняк на Смоленско-Сенной площади — Дом Несвицкой. 

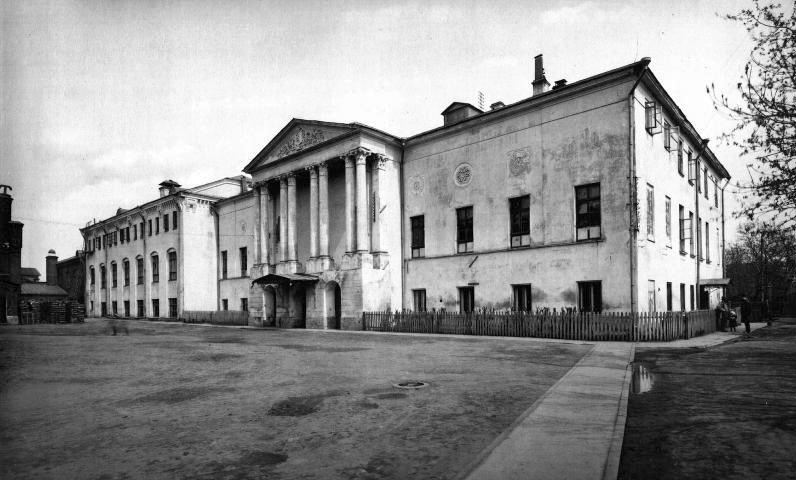
Здание Рукавишниковского приюта в 1913 году

Рукавишниковский приют просуществовал до 1920 года.

## Память

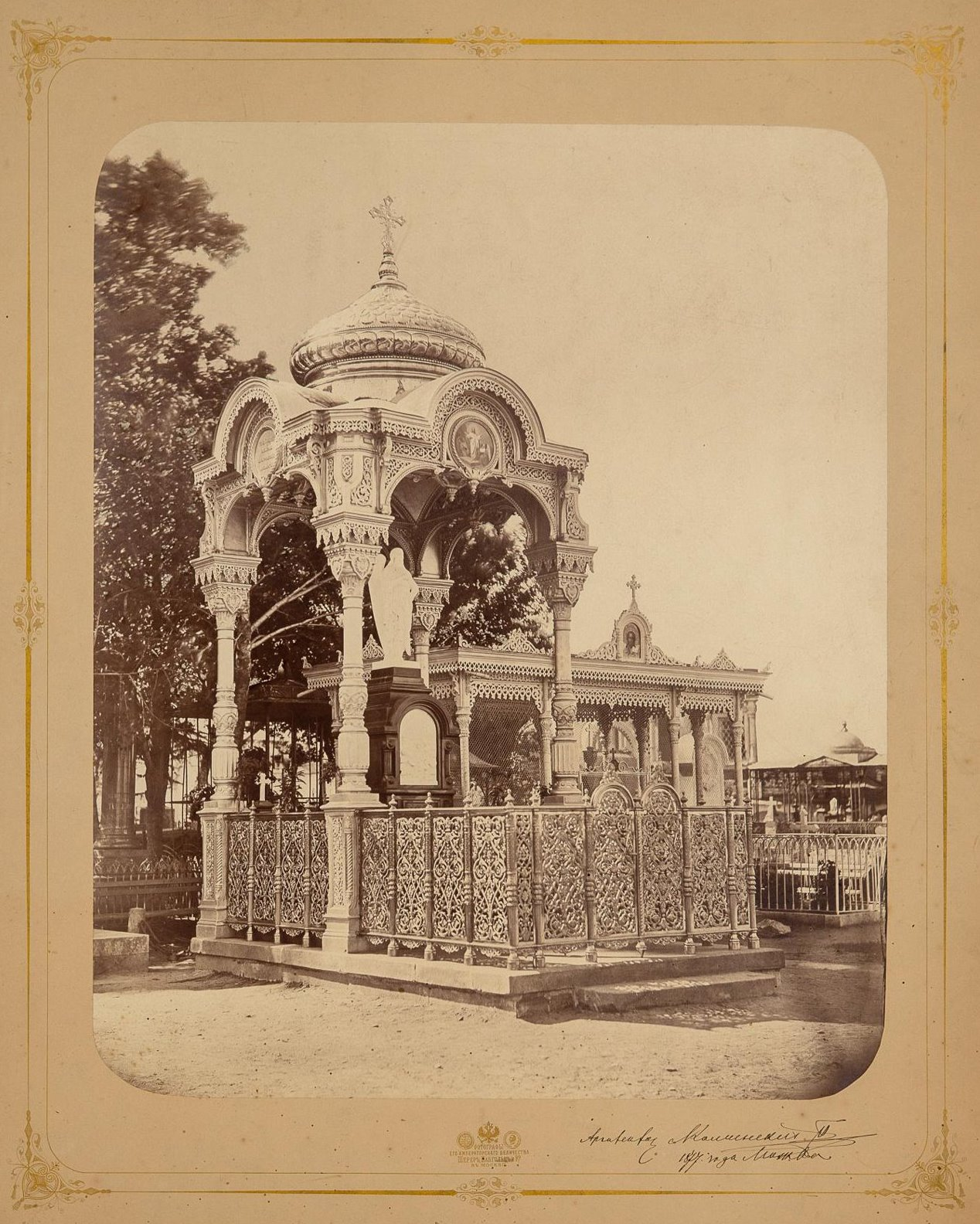
Москва. Новодевичье кладбище. Изначальный надгробный памятник Н.В. Руковишникову. 1877 г.

- В декабре 1873 г. по ходатайству Общества распространения полезных книг с «высочайшего соизволения» императора Александра II приют стал называться в честь Н. В. Рукавишникова Рукавишниковский приют.
- В Риме, в одном из залов Конгресса — в галерее выдающихся людей XIX века, в 1880-е годы был установлен белый мраморный бюст основателя приюта Н. В. Рукавишникова с надписью: «Первый гуманист мира», что в равной мере было признанием заслуг и его преемника К. В. Рукавишникова[3][4].